# العبد (رحالة تيرخات)
العبد هو دُوَّار يقع بجماعة رحالة، إقليم شيشاوة، جهة مراكش آسفي في المملكة المغربية. ينتمي الدوّار لمشيخة رحالة تيرخات التي تضم 20 دواوير. يقدر عدد سكانه بـ 449 نسمة حسب الإحصاء الرسمي للسكان والسكنى لسنة 2004.

## روابط خارجية
- البوابة الوطنية للجماعات الترابية
- المندوبية السامية للتخطيط